# Pierre-Jules Boulanger
Pour les articles homonymes, voir Boulanger (homonymie).
Cet article possède un paronyme, voir Pierre Boulanger.
Pierre Jules Boulanger — plus connu sous le nom de Pierre-Jules Boulanger ou Pierre Boulanger — est un ingénieur et dirigeant d'entreprise français né le 10 mars 1885 à Sin-le-Noble (Nord) et mort dans un accident de la route le 11 novembre 1950 à Broût-Vernet (Allier). 
Il a dirigé Citroën en tant que vice-président puis P-DG de 1935 à sa mort.

## Biographie

### Service militaire et Première Guerre mondiale
Il entreprend des études aux Beaux-arts de Rouen qu'il doit abandonner pour raisons familiales et doit prématurément travailler.
En effectuant son service militaire dans l'armée française de 1906 à 1908 dans l'aérostation à Satory, il rencontre Marcel Michelin (neveu d'Édouard Michelin). Cette rencontre orienta toute sa vie.
Après son service militaire, il part aux États-Unis où il exerce différents métiers, dont dessinateur dans un cabinet d'architecture. À l'issue de ce séjour, il prend l'habitude d'accoler son deuxième prénom au premier - plus tard ses collaborateurs l’appelèrent PJB. Il fonde une entreprise au Canada, la « Modern House Ltd ».
Boulanger rentre en France en 1914 pour être mobilisé comme caporal aérostier. Il est photographe dans l'aviation. Il retrouve Marcel Michelin. Il termine la guerre avec des états de service brillants et le grade de capitaine. Plusieurs fois blessé, il est décoré de la croix de guerre et de la Légion d'honneur et de la Army Distinguished Service Medal en 1919.
Finalement, il devient ingénieur.
Le 30 janvier 1918, il épouse en premières noces la fille de Pierre de Nolhac.

### Michelin

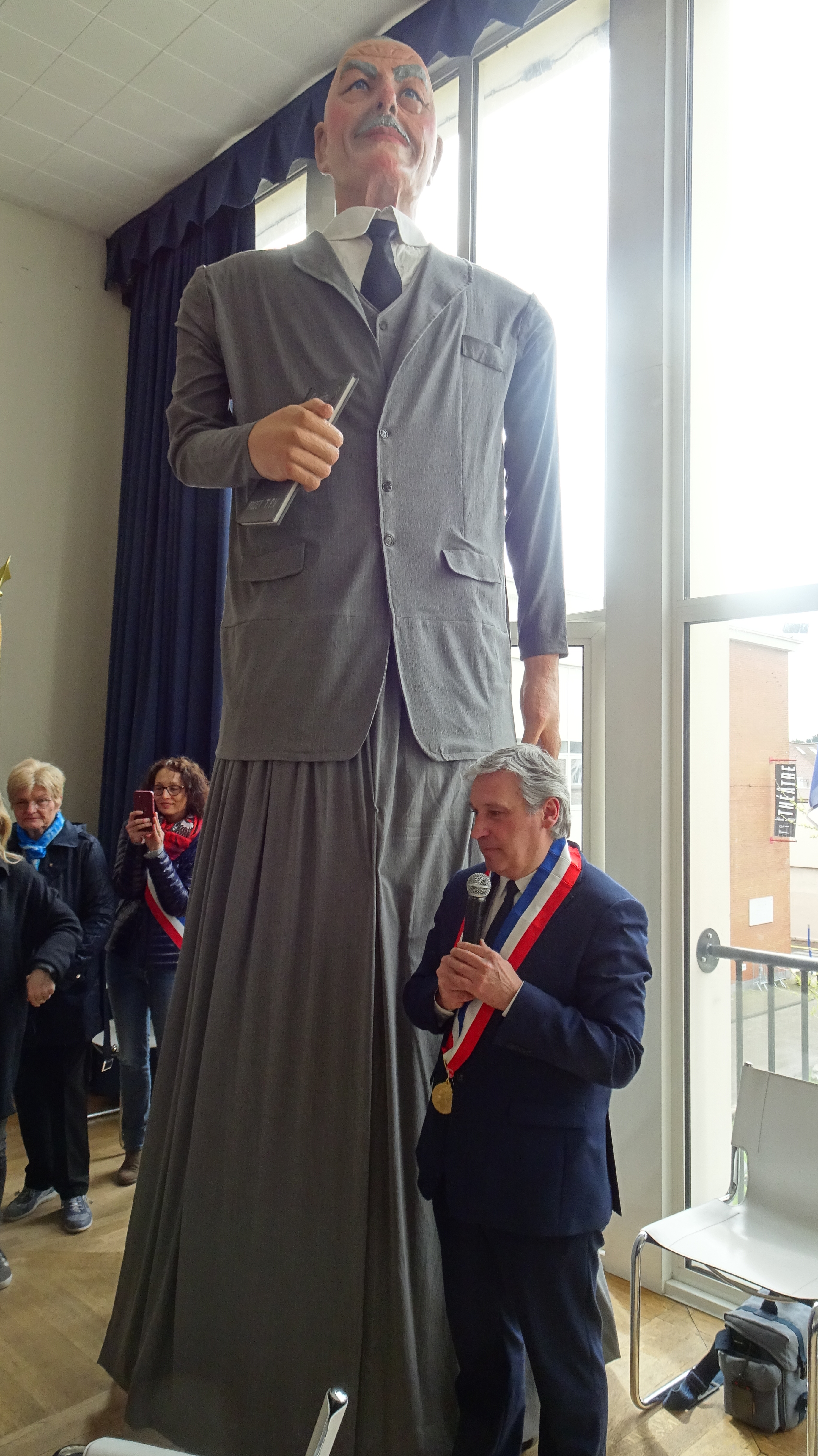
Baptême du géant Pierre Boulanger à Sin-le-Noble né le 17 septembre 2022, baptisé le 15 avril 2023 en présence du maire Christophe Dumont

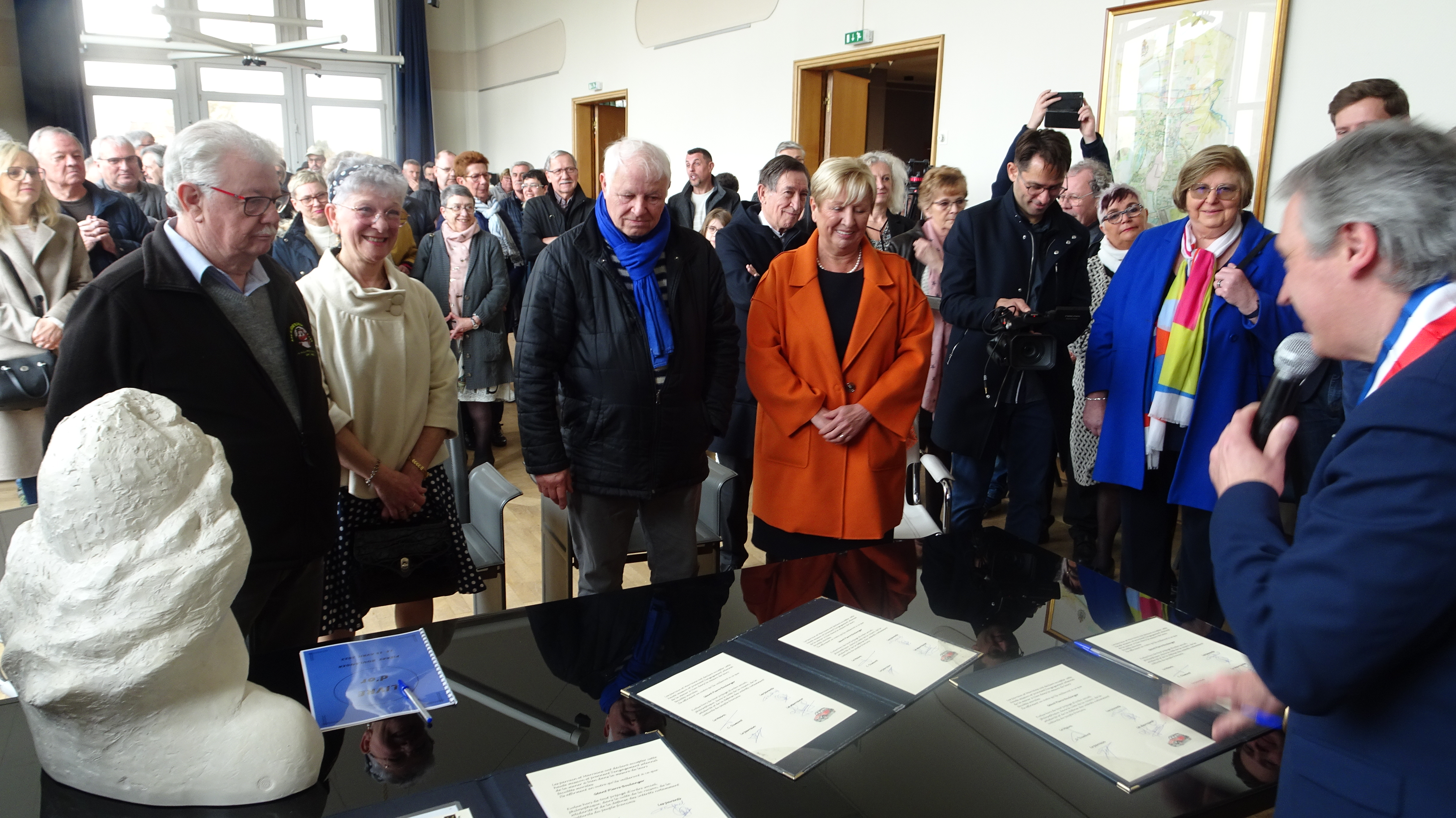
Baptême du géant Pierre Boulanger à Sin-le-Noble né le 17 septembre 2022, baptisé le 15 avril 2023 en présence du maire Christophe Dumont, des parents Thérèse Bocktael et Jean-Marie Lecoufle, parrain Jean-Luc Jouvenez et marraine Michéle Devred.

Il est embauché en 1919 par Édouard Michelin avec qui il est lié par une profonde amitié. Il entre le 18 septembre de la même année chez le pneumaticien à Clermont-Ferrand et se voit confier le service Amélioration. Il contribue à la construction de la nouvelle usine de Cataroux ainsi qu'aux logements ouvriers de la Raye-Dieu. En 1920, il prend la direction des services commerciaux de la société, et deux ans plus tard, en 1922, devient l'un des principaux collaborateurs d'Édouard Michelin.
En 1938, il devient cogérant de Michelin.

### Citroën

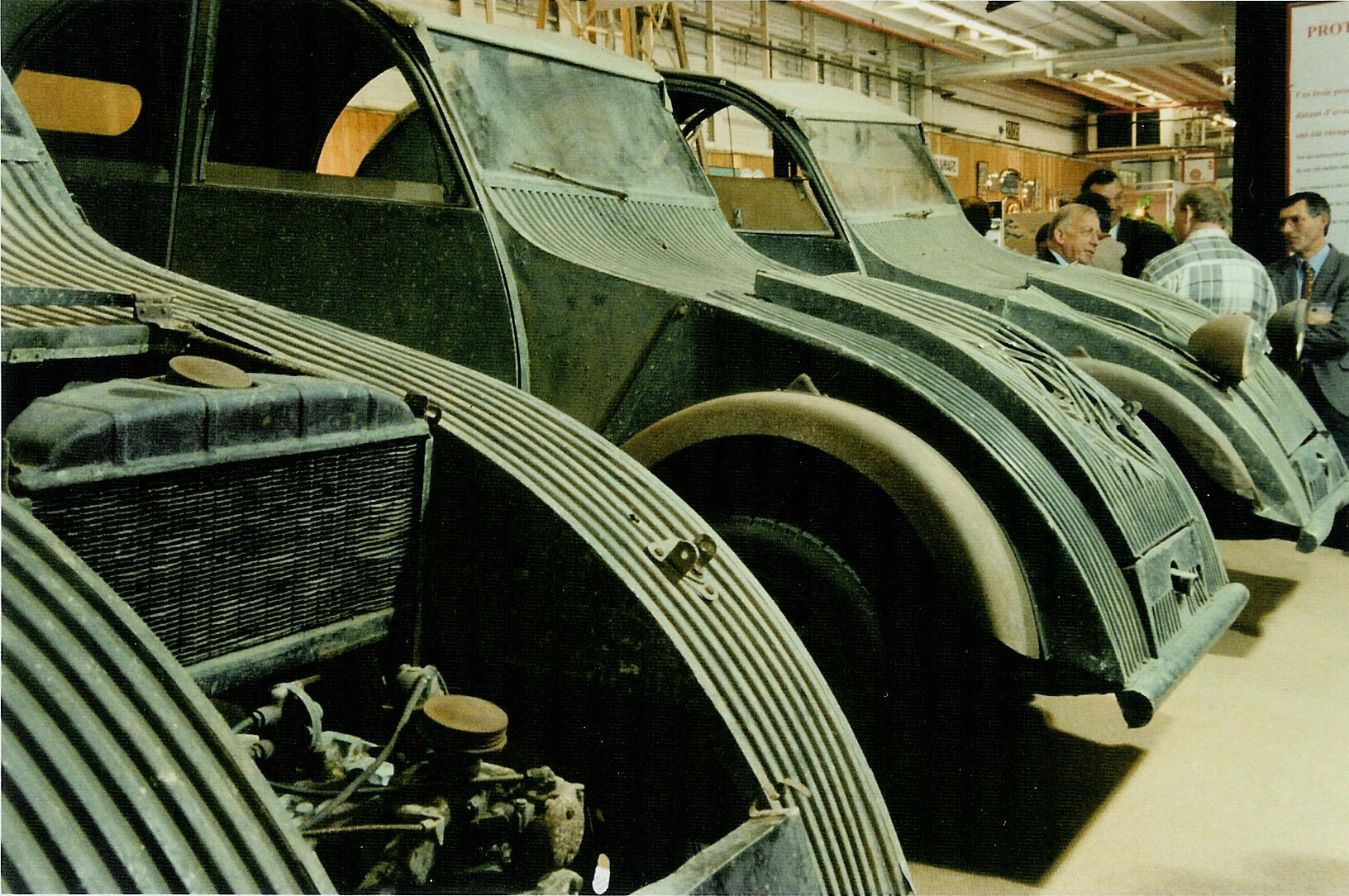
Prototypes de 2CV d'avant 1939

Lorsque après la cession de Citroën, alors en faillite, à Michelin en 1935, Pierre Michelin prend la présidence de Citroën, Pierre Boulanger devient son adjoint, vice-président et chef du bureau d'études de la firme automobile. Il en est à son tour le PDG en 1937 après le décès accidentel de Pierre Michelin et conserve ce poste jusqu'à sa mort en 1950. Avec Pierre Michelin, il commence par appliquer une politique d'austérité et de réduction de coûts. Pour cela, il diminue les salaires et procède à des licenciements. Il fait annuler le lancement de la Citroën 22 CV à moteur V8, la mythique Traction 22 présentée au Salon de Paris de 1934. Cette politique de rationalisation du catalogue commercial porta ses fruits, et Citroën se redressa.
Boulanger est l'instigateur de ce qui s'est appelé la « TPV » (« très petite voiture ») et qui est devenue en 1948 la 2CV. Il en écrivit le cahier des charges : « faire une voiture pouvant transporter quatre personnes et 50 kg de pommes de terre, à la vitesse de 60 km/h, pour une consommation de 3 litres d'essence aux 100 km … elle devra être conduite par une femme ou un débutant … et l'esthétique, je ne veux pas en entendre parler ! ». Par contre, pour la hauteur sous plafond, il exige de pouvoir s'y asseoir AVEC son chapeau. Peu de temps après avoir pris la direction de Citroën, il présente le dossier sur lequel doivent travailler les ingénieurs : en 1935, la demande de faire une voiture « populaire » va à l'encontre de leurs habitudes de recherches techniques avancées, voire de voitures luxueuses. Il soulève leurs interrogations, quand il ne s'agit pas d'incompréhension : cela leur paraît être la quadrature du cercle. On répand la rumeur que l'idée, considérée comme saugrenue, serait venue au directeur alors qu'il était coincé dans un embouteillage mêlant charrettes et chevaux, d'où l'idée d'un véhicule adapté aux travaux des champs, pouvant traverser l'un d'eux, chargé d'œufs sans en casser un seul.
Il était connu pour son austérité, sa grande capacité de travail, son sens du secret (caractéristique de la culture Michelin) et son absence d'ostentation (il achetait ses costumes à la coopérative Michelin). Craint et respecté, il était également surnommé par certains le « tyran imaginatif ». Il doit attendre quatre ans, les premiers essais de la voiture en forme de « quatre roues sous un parapluie » s'avérant décevants, puis la Seconde guerre mondiale oblige à en différer la présentation, alors qu'en 1939 la voiture paraissait au point.
Le PDG refuse de fournir aux Allemands les plans du véhicule et ordonne de détruire les prototypes. Trois prototypes subsistent, cachés dans un grenier ; un ingénieur n'ayant pu se résoudre à détruire quatre ans de travail.
Pierre-Jules Boulanger peut enfin présenter un produit fini au salon de l'automobile de 1948, deux ans avant sa mort, produit qui suscite les réactions les plus variées, allant de l'étonnement à la critique acerbe. En 1949 les commandes affluent au point qu'il faut dresser des listes de prioritaires pour obtenir cette voiture qui se révèle robuste et confortable, ne demandant qu'un minimum d'entretien.

### Décès
Pierre Boulanger se tue accidentellement au volant d'une Traction Avant 15-Six le 11 novembre 1950 sur la Nationale 9 au lieu-dit Le Poirier, à Broût-Vernet, dans le sud de l'Allier, alors qu'après une semaine de travail à Paris, il rejoignait avec son épouse pour le week-end sa propriété de Lempdes près de Clermont-Ferrand (Puy-de-Dôme). Il a perdu le contrôle de son véhicule lors d'un dépassement, la voiture faisant alors un tête à queue et allant percuter un arbre côté conducteur. Pierre Boulanger est tué sur le coup et son épouse grièvement blessée. Il est inhumé au cimetière de Lempdes. Une plaque en pierre de Volvic a été plus tard érigée sur le lieu de l'accident. 
Il meurt avant d'avoir connu le grand succès de la Citroën DS, dont il avait lancé la conception avec le projet VGD (Voiture à Grande Diffusion).
Un géant créé à son image par Jean-Luc Jouvenez est baptisé le 15 avril 2023 à Sin-le-Noble. 